# 鸟足兰
鸟足兰（学名：Satyrium nepalense）为兰科鸟足兰属下的一个种。